# Foum El Oued
Foum El Oued  (in arabo فم الواد‎?) è un centro abitato e comune rurale del Marocco situato nella provincia di Laâyoune, regione di Laâyoune-Sakia El Hamra. Conta una popolazione di 1 380 abitanti (censimento 2014).